# Тотешть (комуна)
Тотешть, Тотешті (рум. Totești) — комуна у повіті Хунедоара в Румунії. До складу комуни входять такі села (дані про населення за 2002 рік):
- Кирнешть (483 особи)
- Копач (3 особи)
- Пекліша (687 осіб)
- Рея (404 особи)
- Тотешть (416 осіб) — адміністративний центр комуни

Комуна розташована на відстані 282 км на північний захід від Бухареста, 33 км на південь від Деви, 144 км на південний захід від Клуж-Напоки, 130 км на схід від Тімішоари.

## Населення
За даними перепису населення 2002 року у комуні проживали 1993 особи.
Національний склад населення комуни:
| Національність | Кількість осіб | Відсоток |
| -------------- | -------------- | -------- |
| румуни         | 1923           | 96,5%    |
| цигани         | 47             | 2,4%     |
| угорці         | 11             | 0,6%     |
| українці       | 8              | 0,4%     |
| німці          | 2              | 0,1%     |
| серби          | 1              | 0,1%     |
| італійці       | 1              | 0,1%     |

Рідною мовою назвали:
| Мова       | Кількість осіб | Відсоток |
| ---------- | -------------- | -------- |
| румунська  | 1989           | 99,8%    |
| угорська   | 3              | 0,2%     |
| українська | 1              | 0,1%     |

Склад населення комуни за віросповіданням:
| Релігія            | Кількість осіб | Відсоток |
| ------------------ | -------------- | -------- |
| православні        | 1729           | 86,8%    |
| п'ятдесятники      | 132            | 6,6%     |
| баптисти           | 47             | 2,4%     |
| греко-католики     | 30             | 1,5%     |
| римо-католики      | 13             | 0,7%     |
| реформати          | 4              | 0,2%     |
| атеїсти            | 1              | 0,1%     |
| не вказали релігію | 35             | 1,8%     |